# Too Old Too Cold
| Оценки критиков | Оценки критиков |
| Источник        | Оценка          |
| --------------- | --------------- |
| Sputnikmusic    | 4/5             |

Too Old Too Cold — десятый студийный альбом группы Darkthrone, вышедший 23 января 2006 года на лейбле Peaceville Records. В нём уже были представлены музыкальные решения, которые впоследствии оказали значительное влияние на жанровое направление последующих альбомов группы.

## Список композиций
| №                   | Название            | Текст песни         | Музыка              | Длительность |
| ------------------- | ------------------- | ------------------- | ------------------- | ------------ |
| 1.                  | «Too Old Too Cold»  | Fenriz              | Fenriz              | 03:03        |
| 2.                  | «High on Cold War»  | Nocturno Culto      | Nocturno Culto      | 03:28        |
| 3.                  | «Love in a Void»    | Fenriz              | Fenriz              | 02:35        |
| 4.                  | «Graveyard Slut»    | Nocturno Culto      | Nocturno Culto      | 03:58        |
| Общая длительность: | Общая длительность: | Общая длительность: | Общая длительность: | 13:04        |

## Участники записи
Nocturno Culto — вокал, электрогитара, бас-гитара.
Fenriz — барабаны, вокал, электрогитара, текст.